# Famille Bourguignon d'Herbigny
La famille Bourguignon d'Herbigny est une famille subsistante d'ancienne bourgeoisie française, originaire de Sedan (Ardennes), et établie à Laon (Aisne) vers 1768.

## Histoire
La famille Bourguignon d'Herbigny est originaire des environs de Laon. Elle appartient à la bourgeoisie.
Augustin Bourguignon, né le 18 aout 1742 à Sedan, épousa Louise Angélique Blondela en 1768 à Laon.[réf. nécessaire]
Un rameau de cette famille établi en Louisiane (États-Unis) a donné le sixième gouverneur de la Louisiane en 1828 et un sénateur de Louisiane après 1860. Ce rameau s'est éteint avec ce dernier en 1874. Cette famille a donné aussi un écrivain et homme politique français et un évêque catholique clandestin en Russie Soviétique.[réf. nécessaire]
La famille Bourguignon a été autorisée le 7 août 1884, par jugement du tribunal civil de Lille, à joindre régulièrement à son nom celui de d'Herbigny que plusieurs de ses représentants avaient porté au XVIIIe siècle.

## Généalogie
Stanley C. Arthur (2009) donne les grandes lignes de la généalogie de cette famille.
- Augustin Bourguignon d'Herbigny (1742-1825), libraire, président du directoire de l'Aisne et maire de Laon. Royaliste il dut émigrer et rejoindre son fils en Louisiane. Il épousa Louise Angélique Blondela (1746-1792), petite fille de Pierre Blondela, seigneur de Taisy. D'où :
  - Pierre Augustin Bourguignon d'Herbigny, né le 30 juin 1769 à Laon, il meurt accidentellement, le 6 octobre 1829, à la suite d'un accident de calèche survenu sur la route le long du fleuve Mississippi. Il est inhumé à Saint Louis U.S.A. Homme politique français puis louisianais. Il est le sixième gouverneur de la Louisiane de 1828 à sa mort. Il a épousé le 29 juin 1791 à Pittsburgh, Pennsylvanie, U.S.A. Jeanne Félicité Odile Dehault de Lassus de Luzières (1773), fille du marquis de Luzières et sœur du gouverneur de la Floride occidentale Don Carlos de Hault de Lassus. D'où :
    - Charles Zénon Bourguignon d'Herbigny (1792-1874), sénateur. À la mort accidentelle de son père il arrêta ses études de médecine à Paris pour revenir immédiatement à la Nouvelles Orléans pour commencer des études de droit. Il entra en politique et fut un temps président du sénat. Cette famille eut une plantation à Lafourche et une autre à Jefferson Parishes. Il épousa Joséphine Françoise Le Bretton des Chapelles (1799). D'où :
      - Marie-Lucie Derbigny épousa Étienne-Dauphin Courmes.
      - Félicité Odile Derbigny épousa Pierre-Glaitrais Labarre.
      - Marie Eulalie Derbigny épousa Edmond Le Bretton des Chapelles.

  - Pierre-François-Xavier Bourguignon d'Herbigny (1772-1846), écrivain et homme politique français, épousa en 1825 Aglaé-Lasthénie Leclerc de Landremont, décédée 9 mois après en 1826 elle était la petite fille du général Charles Hyacinthe Leclerc de Landremont.
  - Antoine Valéry Bourguignon d'Herbigny (1780-1862) épousa le 6 juillet 1809 à Habay en Belgique Antoinette d'Anethan (1772-1859)
    - François-Xavier Henri Bourguignon d'Herbigny (1811-1882), il épousa le 14 septembre 1842 Adèle de Wareingheim de Flory (1815-1899)
      - Pierre Bourguignon d'Herbigny (1846-1895) épousa Marie Lucie Émilie Cordonnier (1850-1930), d'une famille de brasseurs. Dont :
        - Louis Bourguignon d'Herbigny (1877-1967), dont postérité.
        - Michel d'Herbigny, né le 8 mai 1880 à Lille (France) et mort le 23 décembre 1957 à Aix-en-Provence, Bouches-du-Rhône (France)[3], est un jésuite français, théologien orientaliste et évêque catholique clandestin en Russie Soviétique. Durant une dizaine d'années (1922-1932), il fut l'envoyé clandestin du pape Pie XI en URSS, chargé par ce dernier d'y rétablir une hiérarchie catholique qui avait été éliminée par la dictature bolchevique.
        - François-Xavier Bourguignon d'Herbigny (1886-1956), dont postérité.

## Personnalités
- Pierre Augustin Bourguignon d'Herbigny (1769-1829), sixième gouverneur de la Louisiane
- Pierre-François-Xavier Bourguignon d'Herbigny (1772-1846), écrivain et homme politique français
- Michel d'Herbigny (1880-1957), jésuite français, évêque clandestin en Russie soviétique.

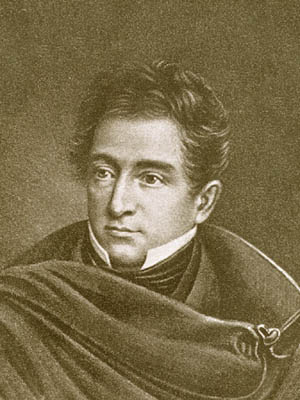
Pierre d'Herbigny (1769–1829)
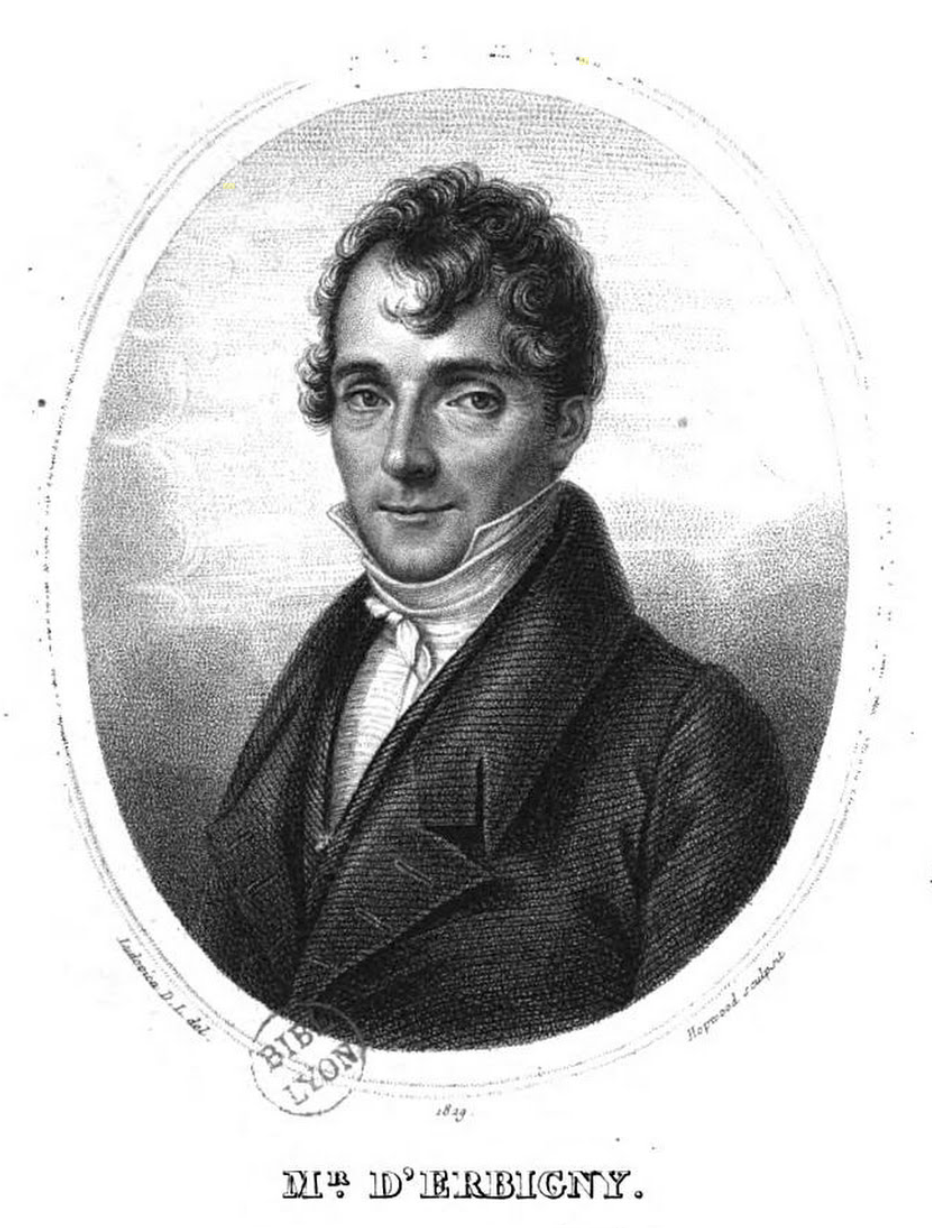
François-Xavier d'Herbigny (1772-1846)
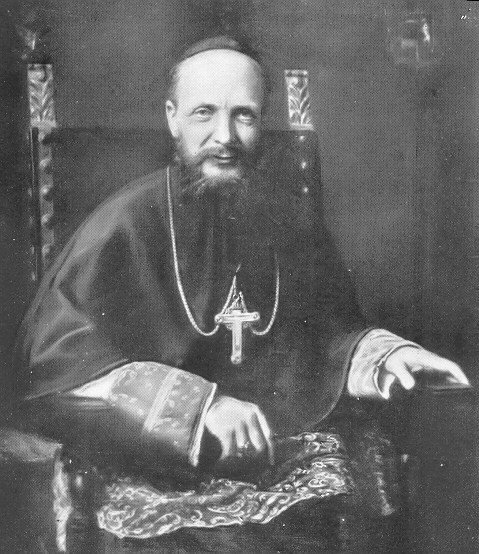
Monseigneur d'Herbigny (1880-1957)

## Alliances
Les principales alliances de la famille Bourguignon d'Herbigny sont : Blondella, de Warenghien, d'Anethan, Dehault de Lassus (vers 1810), Le Bretton des Chapelles, Courmes, Grout de Beaufort (1901).

## Armoiries
| Blason de la famille Bourguignon d'Herbigny | Armes : De sable à une flamme de gueules mouvante de la pointe de l'écu Devise : Ardens ut ignis (ardent comme le feu) voir armes à enquerre. |

## Hommages
- Rue Derbigny, La Nouvelle-Orléans, États-Unis. En souvenir de Pierre Augustin Bourguignon d'Herbigny, sixième gouverneur de la Louisiane.

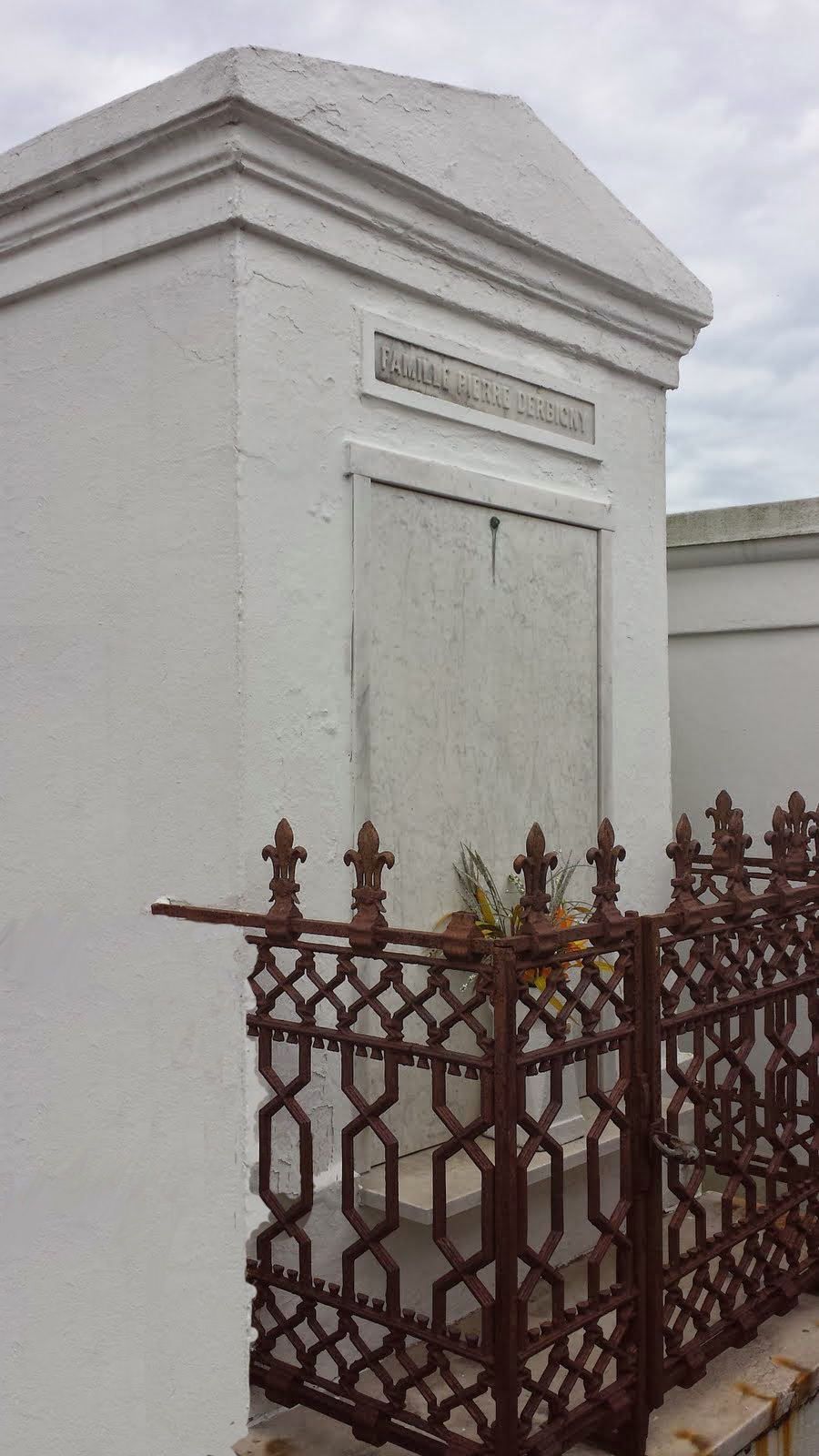